# Here with Me (canção de MercyMe)
"Here with Me" é uma canção gravada pela banda MercyMe.
É o primeiro single do terceiro álbum de estúdio lançado a 20 de abril de 2004, Undone.

## Desempenho nas paradas musicais
| Parada musical (2005)                          | Posição |
| ---------------------------------------------- | ------- |
| Estados Unidos - Christian Songs               | 1       |
| Estados Unidos - Adult Contemporary Recurrents | 12      |
| Estados Unidos - Adult Pop Songs               | 38      |